# Alfredo Triff
Alfredo Pérez Triff (* 28. Dezember 1954 in Havanna) ist ein amerikanischer Geiger und Komponist kubanischer Herkunft, der auch im Jazzbereich auftritt.

## Leben und Wirken
Triff studierte im Alter von sieben Jahren am Nationalen Musikkonservatorium in Havanna unter der Leitung von Radosvet Bojadieff.
In den 1970er Jahren nahm Triff zeitgenössische Musikrichtungen aus Europa und den USA auf und schuf eine Musik, die diese avantgardistischen Traditionen mit Elementen des Son montuno verband. Er gründete das Ensemble Arte Vivo, eine Gruppe von vier Instrumentalkomponisten der zeitgenössischen Musikszene in Havanna.
Aufgrund der gesellschaftspolitischen Situation auf der Insel übersiedelte Triff 1980 in die USA, wo er sich zunächst in New York City niederließ und als Musiker in der Salsa-Szene arbeitete. Er gehörte zu den Bands von Eddie Palmieri und Kip Hanrahan, mit denen er mehrere Alben einspielte und auch in Europa auftrat. Zudem arbeitete er mit Arnaldo Antunes. Er ist auch auf Alben von Jack Bruce, Emmanuel, Alfredo Rodriguez und Silvana Deluigi zu hören. 2001 veröffentlichte er sein Debütalbum, dem weitere Alben unter eigenem Namen folgten. Zudem komponierte er die Musik zu mehreren Kurz- und Dokumentarfilmen und zu Leon Ichasos Thriller Paraiso.

## Diskographische Hinweise
- 21 Broken Melodies at Once (2001)
- Boleros perdidos (2007)
- Dadason (2009)
- Miami Untitled (2013)
- Parodies: Jazz Music for Violin and Octet (2015)
- Mindtrance (2018)

## Einzelnachweis
1. ↑  Genio y figura: Alfredo Triff, mientras más estrambótico, mejor

| Personendaten    | Personendaten                                            |
| ---------------- | -------------------------------------------------------- |
| NAME             | Triff, Alfredo                                           |
| ALTERNATIVNAMEN  | Triff, Alfredo Pérez                                     |
| KURZBESCHREIBUNG | amerikanischer Geiger und Komponist kubanischer Herkunft |
| GEBURTSDATUM     | 28. Dezember 1954                                        |
| GEBURTSORT       | Havanna                                                  |